# Municipio de Bingham (Dakota del Norte)
El municipio de Bingham (en inglés: Bingham Township) es un municipio ubicado en el condado de Traill en el estado estadounidense de Dakota del Norte. En el año 2010 tenía una población de 70 habitantes y una densidad poblacional de 0,9 personas por km².

## Geografía
El municipio de Bingham se encuentra ubicado en las coordenadas 47°32′28″N 96°54′45″O / 47.54111, -96.91250. Según la Oficina del Censo de los Estados Unidos, el municipio tiene una superficie total de 77.94 km², de la cual 77,81 km² corresponden a tierra firme y (0,16 %) 0,12 km² es agua.

## Demografía
Según el censo de 2010, había 70 personas residiendo en el municipio de Bingham. La densidad de población era de 0,9 hab./km². De los 70 habitantes, el municipio de Bingham estaba compuesto por el 100 % blancos. Del total de la población el 0 % eran hispanos o latinos de cualquier raza.